# Iamblichos från Chalkis

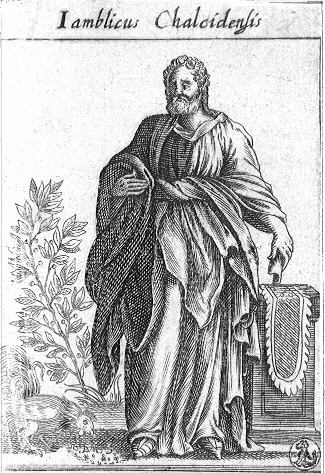
Iamblichos.

Iamblichos från Chalkis (grekiska: ᾽Ιάμβλιχος, latin: Iamblichos Chalcidensis), född omkring 245, död omkring 330, var en nyplatonsk filosof från Chalkis i Celesyrien.
Informationen om Iamblichos liv och person är bevarad, bortsett från hans egna verk, genom Suda och hans biograf Eunapios. Han studerade för Porfyrios, Plotinos elev, men återvände till Syrien omkring 304 och bildade en egen skola i Apamea i närheten av Antiochia. Staden blev känd som ett centrum för nyplatonismen, möjligen genom Iamblichos inflytande. Han dog, enligt uppgifter med tveksam tillförlitlighet, under Konstantin den stores regeringstid.
Den starka dragning till mysticism, som ända från början utmärker den nyplatonska filosofin, blev hos Iamblichos till en blandning av pythagoreiska och platonska läror med orientaliska religionsföreställningar. Det allmänna syftet hos hans tänkande var att förklara hela världens, det vill säga gudarnas, demonernas, människosjälarnas och materiens, uppkomst genom en successiv utstrålning (emanation) från ett högsta, förnuftigt urväsen. Central för hans kosmologi var tanken på en teurgi, en teori som Porfyrios kritiserade honom för; enligt Iamblichos kunde människan transcendera till det gudomliga genom vissa riter, som han kallade "teurgi". Bland sina anhängare stod han i högt anseende även som profet och undergörare. 
Av hans många skrifter finns bevarade jämte ett par fragment av matematiskt innehåll och kommentarer till Platon och Aristoteles, en levnadsteckning över Pythagoras och en uppfordran till filosofins studium. Ett arbete om de egyptiska mysterierna, De Mysteriis Aegyptiorum, som blivit tillskrivet honom, misstänks vara oäkta. Många av hans böcker förstördes under kristnandet av romerska imperiet. 